# Jāmai
Jāmai är en ort i Indien.   Den ligger i distriktet Chhindwāra och delstaten Madhya Pradesh, i den centrala delen av landet, 700 km söder om huvudstaden New Delhi. Jāmai ligger 773 meter över havet och antalet invånare är 22 587.
Terrängen runt Jāmai är platt åt sydost, men åt nordväst är den kuperad. Runt Jāmai är det tätbefolkat, med 257 invånare per kvadratkilometer. Närmaste större samhälle är Parāsia, 17,2 km öster om Jāmai. Trakten runt Jāmai består till största delen av jordbruksmark.